# آنفیموف موچگ
آنفیموف موچگ (انگلیسی: Anfimov Mocheg) یک رودخانه در استان نووسیبیرسک کشور روسیه است.